# Названия Старого Крыма
Известно множество топонимов ассоциированных с разной степенью достоверности с городом Старый Крым. В книге академика Кёппена П. И. «Крымский сборник» перечислено и исследовано 21 имя, начиная от Кареи до Левкополя (русское название Старый Крым появилось несколько позднее).
Возможно, Птолемей упоминал это место под именем селения Таз. В более поздние времена были и другие варианты: Карсан-полис (V век), Газарат — тюркское слово. В XIX веке И. М. Муравьев-Апостол считал, что на месте Старого Крыма когда-то находился город Киммерион. Историки Ю. А. Кулаковский и В. В. Латышев искали здесь легендарные города Бион, Тазос и Фуллы.

## Перечень топонимов

### Карея
Карея (Кареон) — древнее название города по версии шведского историка И. Тунманна. В книге «Крымское ханство», он утверждает, что в VI в. греки называли этот город Καρεα или Καρεον πόλις
В VI веке историк Иордан, в сочинении «Гетика», перечисляя города Скифии, среди крымских упомянул город Кареон. 

 «С той стороны, которой Скифия достигает Понтийского побережья, она охвачена небезызвестными городами; это Борисфенида, Ольвия, Каллиполида, Херсон, Феодосия, Кареон, Мирмекий, Трапезунда, основать которые позволили грекам непокорные скифские племена с тем, чтобы греки поддерживали с ними торговлю».
Это название встречается у византийского автора Лаоника Халкокондила в упоминании о том, что татары продавали в рабство черкесов, мингрелов и аланов в городе Карея.
Идентичность Кареи Старому Крыму оспаривается некоторыми историками. Например Е. Ч. Скржинская в комментарии к сочинению Иордана, отмечает, ссылаясь на арабского географа X века Ибн Руста: 

…ввиду того, что Лаоник несколько выше пишет о Боспоре в связи с Фракией, нельзя утверждать, что город Карея относился к Таврике. Я допускаю, что Карея упоминается ещё как портовый город Карх в Румской земле (Византии), где мадьяры продавали византийцам плененных ими славян,…

### Тракана
Локализация на месте Старого Крыма городов Бион, Тазос и Фуллы сделана учёными XIX века без достаточной аргументации и сейчас является неприемлемой. Теперь на этом месте В. Г. Зубаревым локализуется Тракана, упомянутая Клавдием Птолемеем, тогда как Ф. Браун помещал этот город за пределы Крыма.

### Крым
Крым (крымскотат. Qırım) — так называли полуостров татары в XIII веке. В это время город имел два названия (второе имя рассмотрено ниже).
Топоним «Крым» впервые упоминается в сообщениях Ибн-Абдез-Захыра — арабского хрониста и одновременно секретаря султана Египта Бейбарса, который участвовал в египетском посольстве в 1263 году к хану Золотой Орды Берке и описывал Крым как селение (кайра), в котором проживали кипчаки, русские и аланы. Спустя примерно полвека в арабских источниках город именуется «Ал-Кирим» и «Кирим».
Профессор В. Д. Смирнов предположил, что название «Крым», происходит от монгольского слова «КЫРЫМ» — ров. Версия, что город получил название от рвов, окружающих город, достаточно убедительна. Известный исследователь Тавриды А.Л. Бертье-Делагард утверждал, что в начале XX века со стороны северо-восточной части Старого Крыма были отчетливо видны остатки оборонительной стены и две линии глубоких рвов. Наличие этих фортификационных сооружений подтверждает и сохранившийся план города, составленный в конце XVIII или начале XIX веков. Были и другие мнения по поводу происхождения татарского названия города. Слово «Крым» переводили как «благодать», «поражение», «резня», «подарок», «далекий»; объясняли его из арабского, джагатайского, телеутского, туркменского, каракалпакского языков. Есть версии, что город назван по имени легендарного татарского героя. Происхождение наименования города искали и от русских слов «КРОМА» (граница) и «КРЕМЕНЬ», от турецкого «КОРМАН» — крепость. Но наиболее близка к истине, скорее всего, версия В. Д. Смирнова и его многочисленных сторонников.
Споры велись и о том, кто первым — город или полуостров — получил название «Крым». Да и сейчас этот вопрос остается открытым, хотя мнение тех, кто отдает предпочтение городу, предпочтительнее.
О городе Крым мы находим многочисленные упоминания у арабских историков и писателей конца XIII — начала XIV веков: Ибн-Абдез-Захыр, Энну-Вейри, Ибн Баттута пишут только о городе Крым. Страна Крым упоминается позже: в 1321 году Абу-ль-Фида пишет: «Крым есть имя страны, заключающей 40 городов». Далее он же подмечает: «Это же имя прилагается, в частности к городу Солхату, как столице».
Позднее Элькаль-Шандри, умерший в 1418 году, сообщает: «Правитель в Крыме. Это местность к северу от Чёрного моря; столица её Сал-гат… Теперь ему большей частью дается имя Крыма».
Историки — арабы конца XIV — начала XV века Эль-Мухибби, Ибн-Ал-Фарат, Эль-Айни, Эль-Макризи употребляют слово «Крым», обозначая им и город и страну, поэтому иной раз трудно понять, о чём у них идет речь. Европейские путешественники однозначно утверждают, что город Крым дал своё имя и всему полуострову. Посол польского короля к крымскому хану Мартин Броневский в 1578 году писал: «И теперь татары от этого города называются крымскими». Проживший в Крыму 10 лет доминиканский монах Доротелли д’Асколи в 1634 году соглашается с мнением польского дипломата: «Крымской Татария называется от древнего города Крыма».
Сторонники версии, что имя «Крым» первым получил весь регион, ссылаются на более ранние документы XIII века, в которых упоминается этот топоним применительно к местности. Персидский историк Рашид-ад-Дин в своем «Сборнике летописей» упоминает Крым среди «Областей Севера», который должен был завоевать Джучи, старший сын Чингисхана.

### Солхат
Солхат (итал. Solcati) — так называли город генуэзцы в XIII веке. Впервые Солхат упоминается в еврейском источнике 1241 года. Наряду с этим именем города встречались и другие имена, такие как: Суркат, Сургат, Соргат, Сол-хад, Са-Ги-Ла (на китайской карте 1331 года).
Исследовавший в конце XIX века Старый Крым профессор В. Д. Смирнов предполагал, что слово происходит от видоизмененного названия армянского монастыря Сурб-Хач (через Сур-хат или Сул-гат). Эта версия ставила под сомнение принадлежность названий «Крым» и «Солхат» одному и тому же географическому пункту. И ещё не так давно сторонник В. Д. Смирнова, участник раскопок 1925—1926 года Осман Акчокраклы, категорически утверждал, что города Крым и Солхат — это разные города. Сейчас же принадлежность этих названий одному городу доказана и не вызывает сомнений. Да и в армянских документах присутствует своё название городу — Сургат, а они могли исказить название своего монастыря.

### Эски-Кырым
Добавление к топониму Кырым эпитета Эски - старый, после переноса столицы Крымского ханства в 1440-е годы в Кырк-Ер, а позднее в Бахчисарай.

### Левкополь
Первоначальный проект административного устройства края, присоединенного к России, автором которого был Потемкин, был представлен Сенату 7 февраля 1784 года: 

«1. Симферопольская округа. 

В оной имеет быть построен областной город Симферополь, на месте Старого Крыма. Сие наименование значит Град пользы, и герб его — улей с пчелами, имеющий вверху надпись Полезное… 
2. Левкопольская округа. 

В оной город Левкополь, где ныне Акмечеть…»
В этот же день предложенный проект был рассмотрен Сенатом, а на следующий день, 8 февраля 1784 года, принят указ № 15925, который оставлял в силе общий замысел имел изменения. Итак, на бумаге Старый Крым носил ещё одно своё имя — Симферополь, но до фактического переименования города дело не дошло. Переименован в 1784 году в Левкополь и назначен уездным городом до 1787 года, а позднее заштатным городом.  

### Старый Крым
Уже на карте П. Кеппена в 1837 года вместо Левкополя указан "Старой Крым". Позднее использовалась форма Старый. Это русская калька названия Эски-Кырым.  